# Hrabstwo Louisa (Iowa)

Piramida wieku hrabstwa

Hrabstwo Louisa – hrabstwo położone w USA w stanie Iowa z siedzibą w mieście Wapello.

## Miasta i miejscowości
| - Columbus City - Columbus Junction - Cotter | - Fredonia - Grandview | - Letts - Morning Sun | - Oakville - Wapello |

## Drogi główne
- U.S. Highway 61
- Iowa Highway 70
- Iowa Highway 78
- Iowa Highway 92

## Sąsiednie hrabstwa
- Hrabstwo Johnson
- Hrabstwo Muscatine
- Hrabstwo Rock Island
- Hrabstwo Mercer
- Hrabstwo Des Moines
- Hrabstwo Henry
- Hrabstwo Washington